# Marco Carta
Marco Carta (Cagliari, 21 de mayo de 1985) es un cantautor italiano.
Comenzó su carrera musical en 2008, gracias a su victoria en el concurso de talentos Amici di Maria De Filippi. El éxito del cantante culminó con el primer lugar en el Festival de San Remo de 2009, durante el cual presentó el sencillo La forza mia. A lo largo de su carrera ha recibido diversos premios, entre ellos varios TRL Awards y Music Awards, dos Venice Music Awards, dos Kids' Choice Awards, dos Latin Music Italian Awards, un Barocco Award, un Rome Videoclip Award.
Paralelamente a su carrera como cantante, ha publicado una autobiografía, Ho una storia da racconta, y ha tenido experiencia como actor de voz en la película animada Impy Superstar - Missione Luna Park.

## Biografía
Nacido en 1985 en Cagliari, a los 8 años perdió a su padre, enfermo de leucemia, y a los 10 años también a su madre, enferma de cáncer, siendo confiado a su abuela materna junto con su hermano mayor.
El 28 de octubre de 2018, durante el programa de televisión Domenica Live, salió a poner fin a las preguntas respecto a su sexualidad. Durante la entrevista, también declaró que en junio de ese año había sufrido una enfermedad, que lo obligó a ser sometido a una cirugía de urgencia que duró varias horas, antes de ser dado de alta del hospital, no causada por una úlcera como se anunció inicialmente.

### Primeros años,te volveré a encontrar(2007-2008)
El 20 de octubre de 2007 se unió a los estudiantes de la séptima edición del concurso de talentos Amici di Maria De Filippi en la categoría de cantantes. El 16 de abril de 2008 ganó el programa, con el 75% de los votos, obteniendo un premio de 300.000 euros y firmando un contrato con Warner Music Italy.
El primer sencillo de la cantante es Ti rincontrerò, extraído del álbum homónimo lanzado el 13 de junio por el sello Warner Music Italy / Atlantic Records y que alcanzó el tercer lugar en el FIMI Album Chart. Durante el verano de 2008 comienza la gira promocional del álbum.
El 3 de octubre se lanzó In concerto, el primer álbum en vivo de la cantante, alcanzando la décima posición en el FIMI Album Chart. El 1 de diciembre del mismo año, durante la segunda edición del Premio Internacional What's Up Giovani Talenti, fue galardonado con el Premio al Mejor Talento Joven 2008 (Mejor Voz Emergente).
Participa en la película de animación Impy Superstar - Missione Luna Park como actor de voz e intérprete del cover That's the Way (I Like It) incluido en la banda sonora.

### Victoria en el Festival de San Remo,Mi Fuerza(2009)

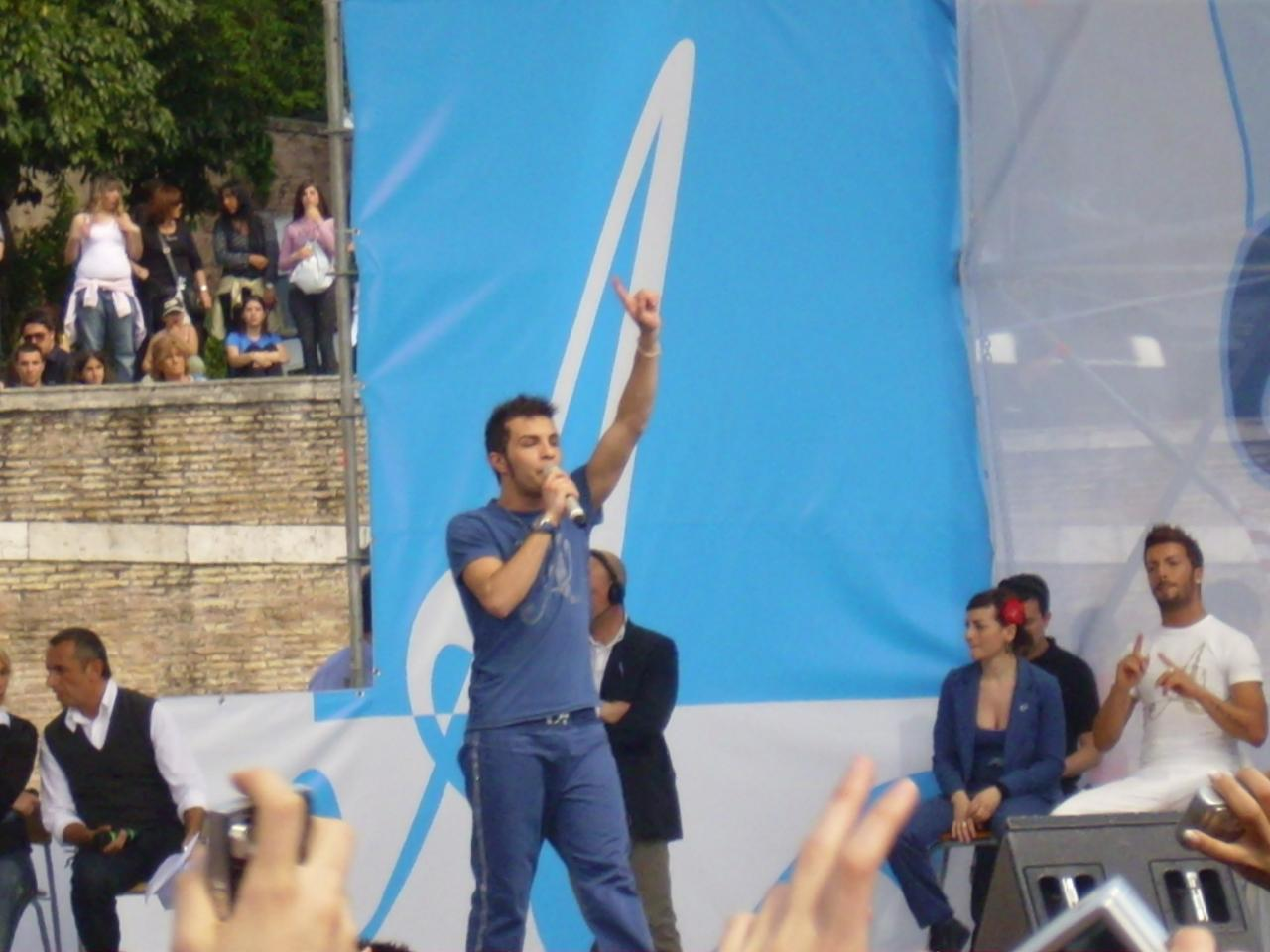
Marco Carta en concierto en Roma

El 21 de febrero de 2009 ganó el 59° Festival de San Remo en la categoría Artistas con la canción La forza mia escrita por Paolo Carta, con el 57,62% de los votos. El sencillo permaneció en la segunda posición del Top Singles durante 6 semanas consecutivas, y al final del año fue la undécima canción más descargada de 2009. El 20 de febrero se lanzó su segundo álbum de estudio, La forza mia, alcanzando el segundo lugar en el FIMI Album Chart y logrando el estatus de platino con 70 000 copias vendidas.
En abril de 2009 se lanzó su segundo sencillo: Dentro ad ogni brivido . El 16 de mayo, Carta ganó los premios al Hombre del Año y al Mejor Número 1 del Año en los Premios TRL 2009. El Marco Carta Tour 2009 comienza el 30 de abril. En el mismo año Carta ganó dos Wind Music Awards por los discos de platino obtenidos con los álbumes Ti rincontrerò y La forza mia (más un premio especial RTL 102.5 ), el premio Sirmione Catullo 2009 como revelación del año y luego el Venice Music Awards 2009 como mejor artista del año. El 16 de septiembre, después de 5 meses, termina la gira de verano y el 26 de septiembre Dentro ad ogni brivido es votado Hit Summer Song 2009 en Coca Cola Live @ MTV - The Summer Song.
El 2 de octubre entrará en rotación radiofónica el single Resto dell'idea, tercer sencillo del álbum La forza mia. El 17 de diciembre se publicará en exclusiva en dada.it la portada de John Lennon Imagine.

### Il cuore muove(2010-2011)
Poco antes del lanzamiento del nuevo disco de canciones inéditas, concretamente a partir de abril, Carta ejerció de testimonial para el nuevo canal de Mediaset, La5.
Precedido por el sencillo Quello che dai, escrito por James Morrison y adaptado al italiano por Marco Carta, el álbum Il cuore muove fue lanzado el 25 de mayo de 2010. Hablando sobre el álbum, Carta dijo en una entrevista: "Es un trabajo de muchos meses, he estado inactivo para retomar el rumbo de mi vida. Quería elegir todas las canciones lentamente para comprender su fuerza". El álbum, que alcanzó el segundo lugar en las listas italianas, también produjo el sencillo Niente più di me, que entró en rotación radial el 10 de septiembre de 2010. En mayo de 2011, el álbum fue certificado oro por 30 000 copias vendidas.
En 2011, la cantante ganó los premios TRL Awards 2011 en la categoría de Mejor Artista de Concurso de Talentos . En abril Carta debutó en la música clásica; De hecho, al cantante se le confió la voz hablada en la ópera de Sergei Sergeevich Prokofiev, Pedro y el lobo .

### Necessità lunatica(2012-2013)
El 19 de noviembre de 2011 Marco Carta regresa a la escuela Amici para grabar su nuevo álbum, junto a su manager Alfredo Cerruti Jr.. Titulado Necessità lunatica, el álbum fue lanzado el 10 de abril de 2012 y fue precedido el 23 de marzo por Mi hai guardato per caso.
El 31 de marzo de 2012 ganó el Nickelodeon Kids' Choice Awards como Mejor Cantante Italiano, y también comenzó una nueva andadura en Amici participando junto a otros compañeros ganadores y no ganadores del programa en la primera edición de Amici Big . Entre las versiones interpretadas durante el programa , Si tú no vuelves entró en las listas en la sexta posición, Alta Marea en la novena, E penso a te en la sexta y Come se non erano stato mai amore en la décima. Tras haber ganado todas las acciones de Oro a la canción más descargada y haber sido siempre el primero en el televoto durante toda la duración de la competición, el único concursante que ve entrar en el ranking Fimi los singles cantados durante la competición, Carta, primero en el televoto, es colocado en cuarto lugar por el jurado, que determina más sesiones de televoto y se coloca en tercer lugar.
En julio recibió el Premio Barroco con la siguiente motivación: Para que la energía, la determinación y la enorme carga de sinceridad artística sean un punto de partida para todos los más jóvenes de Apulia, el comité ha decidido otorgar un Premio especial Terra del Sole a Marco Carta.
Mientras tanto, en Italia, el 7 de septiembre se lanzó el segundo single (que da título a su álbum) Necessità lunatica de su último álbum, presentado durante el concierto de Alessandra Amoroso y Emma Marrone en la Arena de Verona . En septiembre de 2012 Marco Carta graba su primer sencillo en español, gracias a su contrato con Warner Music Spain: se trata de la versión en español de Mi hai guardato per caso titulada Casualmente miraste, lanzada simultáneamente a partir del 21 de septiembre en España, Argentina, Chile, México e Italia. En noviembre de 2012, los sencillos Mi hai guarda per caso y Necessità lunatica obtuvieron la certificación oro por más de 15.000 ventas digitales. El 18 de enero de 2013 se lanzó el tercer sencillo Scelgo me.
El 29 de enero de 2013 se lanzó una caja especial del cantante que contenía sus primeros 5 álbumes: Ti rincontrerò de 2008, In concerto semper de 2008, La forza mia de 2009, Il cuore muove de 2010 y Necessità lunatica de 2012.
En febrero de 2013 recibió una nominación en los Kids' Choice Awards 2013 en la categoría Mejor Cantante Italiana, y ganó el siguiente 24 de marzo.
El 8 de abril de 2013, el single Scelgo me, tercer sencillo del álbum Necessità lunatica, fue certificado oro por más de 15 000 copias vendidas. El 26 de abril de 2013, el cuarto sencillo, Ti voglio bene, entró en rotación radial y debutó en la décima posición en la lista Top Singles. El 28 de junio de 2013 se lanzó el quinto sencillo, Fammi ingressi, sencillo que posteriormente alcanzó la novena posición en el Top Singles.
En junio estuvo presente en la categoría Big del Summer Festival 2013, evento compuesto por cuatro escenarios celebrado en la Piazza del Popolo de Roma. El siguiente programa se emitió en Canale 5, el mes siguiente, dividido en cuatro episodios.
En septiembre Marco Carta recibió dos nominaciones en los World Music Awards 2013 en la categoría Mejor Canción con las dos canciones Ti voglio bene y Fammi ingressi y como Mejor vídeo con Ti voglio bene. En el mismo mes también recibió una nominación a los Premios Italianos de Música Latina en la categoría Mejor Artista o Grupo Masculino Internacional y posteriormente la ganó.
En diciembre Carta recibió el Premio Roma Videoclip como Premio Especial por las canciones Ti sorrisorò y Dentro ad ogni brivido incluidas en el cortometraje Insieme.

### Come il mondo, otras actividades (2014-2016)
Durante una entrevista radial, el cantante dice que está trabajando en la creación de un nuevo proyecto discográfico, exactamente el quinto álbum de estudio de su carrera. Explicó que en el interior habrá distintos tipos de música, algunos de los cuales podrían ser cercanos al pop-rock americano y también se abordarán temas sociales. A través de redes sociales en julio de 2015 anunció el fin oficial de la grabación del nuevo álbum.
El sencillo que precedió al álbum fue Splendida ostinazione, lanzado el 16 de junio de 2014. El single fue escrito por Federica Camba y Daniele Coro (quien lo produjo junto a Alfredo Cerruti) y debutó en lo más alto del Top Singles; Posteriormente se presentó en vivo durante la participación de Carta en el Festival de Verano 2014, y fue nominada al Premio RTL 102.5 - Canción del Verano 2014. El sencillo también fue certificado platino por FIMI por más de 30 000 copias vendidas.
El 20 de septiembre, la cantante participó en la segunda edición de Buon compleanno Mimì en el Teatro Dal Verme, en honor y memoria de Mia Martini. En el mismo mes también recibió dos nominaciones a los Latin Music Italian Awards en la categoría Mejor Video Masculino Internacional del Año con Splendida ostinazione, ganándola posteriormente y Mejor Artista o Grupo Masculino Internacional del año.
El 1 de diciembre lanzó el EP navideño Merry Christmas, que contiene seis canciones navideñas clásicas. Las canciones del álbum cuentan con una orquesta de 34 piezas y se caracterizan por arreglos y atmósferas que están a medio camino entre el pop y el swing. De allí se extrajo Jingle Bell Rock, que fue lanzado en la radio dos días después, acompañado ese mismo día por su vídeo musical. El EP debutó en el número 13 en el FIMI Album Chart.
Il 5 giugno 2015 esce il singolo Ho scelto di no, il secondo estratto dal quinto album; il relativo videoclip è stato presentato tre giorni più tardi in anteprima sul sito di Vanity Fair, apparendo sul canale YouTube il 9 dello stesso mese. Il brano ha raggiunto la 22ª posizione della Top Singoli, ed è stato presentato al Summer Festival 2015, venendo candidato al Premio RTL 102.5 - Canzone dell'estate 2015. Il 23 giugno 2015 esce il suo primo libro, edito da Mondadori, intitolato Ho una storia da raccontare. Il libro riscuote un buon successo commerciale entrando nelle classifiche letterarie sia tra i Best Seller sia tra gli ebook più venduti su iTunes. Il 21 settembre 2015 Ho scelto di no viene certificato disco d'oro per le oltre 25 000 copie vendute in digitale. Nello stesso mese inoltre riceve due nomination ai Latin Music Italian Awards nella categoria Best International Male Video Of The Year con Ho scelto di no e Best International Male Artist Or Group Of The Year.
El 3 de febrero de 2016 se hizo oficial su presencia como concursante en la undécima edición del reality show L'isola dei famosi, que comienza el 9 de marzo. Permaneció en la isla 55 días, siendo eliminado en la semifinal con el 36% de los votos.
El 22 de abril se lanzará Non so più amare, el tercer sencillo del nuevo álbum, promocionado también por el correspondiente videoclip. Come il mondo se lanzó oficialmente el 27 de mayo de 2016 y debutó en la quinta posición en el FIMI Album Chart. En junio Carta participó en la cuarta edición del Festival de Verano con la canción Non so più amare . El 22 de julio de 2016 se lanzó Stelle, el cuarto sencillo del álbum. La canción está escrita por Andrea Amati, Giulia Anania, Marta Venturini y Valerio Carboni. El vídeo con la letra relacionada se publicó en YouTube el 2 de agosto de 2016.
El 10 de septiembre de 2016 recibió el Premio Navicella Sardegna, un galardón otorgado a personalidades sardas por nacimiento o adopción que han aportado prestigio a la isla.

### Tieniti forteyBagagli leggeri(2017-presente)
A través de las redes sociales, Carta anuncia el lanzamiento de su sexto álbum de estudio Tieniti forte, previsto para el 26 de mayo de 2017 y precedido el 21 de abril por el sencillo Il meglio sta arrivato, escrito por Davide Simonetta, Raige y Luca Chiaravalli. En el período previo al lanzamiento del álbum, iTunes también puso a disposición como avances las canciones Dalla stessa parte y Finiremo per voglioci bene . El álbum debutó en el FIMI Album Chart en el número cinco y en el número diez en la lista de vinilos. En mayo de 2017, Nickelodeon emitió un comercial anunciando que Carta será la intérprete de la canción principal de la caricatura Bob Esponja . En septiembre del mismo año participó como concursante en la séptima edición de Tale e quale show de Rai 1, resultando ganador.
El 21 de junio de 2019 se lanzó el séptimo álbum Bagagli leggeri, compuesto por diez canciones y promocionado por la gira relacionada. En el mismo año se publicó Libero di amare, escrita por el mismo Carta y Marco Rettani y publicada por Baldini &amp; Castoldi.
El 6 de noviembre de 2020, en colaboración con Angemi, Carta lanzó el sencillo Domenica da Ikea junto con el video relacionado. Dos años más tarde lanzó al mercado el single Sesso romantico escrito en colaboración con Marco Rettani y Matteo Faustini y producido por Enrico Palmosi.
En febrero de 2024 participó en el spin-off Tale e quale Sanremo, mientras que al año siguiente participó en el Festival de la Canción de San Marino, la selección de los Titanes para el Festival de la Canción de Eurovisión, con la canción Solo fantasia, terminando en el duodécimo lugar.

## Discografía

### Álbumes de estudio
- 2008 – Ti rincontrerò
- 2009 – La forza mia
- 2010 – Il cuore muove
- 2012 – Necessità lunatica
- 2016 – Come il mondo
- 2017 – Tieniti forte
- 2019 – Bagagli leggeri

### Álbumes en vivo
- 2008 – In concerto

## Giras
- 2008 – Ti rincontrerò tour
- 2009 – La forza mia tour
- 2010 – Il cuore muove tour
- 2012 – Necessità lunatica tour
- 2016 – Come il mondo tour
- 2018 – Tieniti forte tour
- 2019 – Bagagli leggeri tour
- 2023 – Supernova tour
- 2024 – Voragine tour